# Polyrhachis brachyspina
Polyrhachis brachyspina  (лат.) — вид древесных муравьёв рода полирахис (Polyrhachis) из подсемейства Formicinae (отряд перепончатокрылые). Эндемик Индонезии.

## Распространение
Юго-восточная Азия: Индонезия, остров Сулавеси.

## Описание
Длина тела рабочих особей — 7,76 мм, ширина головы — 1,62 мм (длина — 1,96 мм), длина скапуса (SL) — 2,25 мм. Основная окраска тела чёрная (жвалы, усики и коготки лапок светлее, красновато-жёлтые). На переднеспинке два крупных плечевых шипа, направленных вперёд. На петиоле также два длинных шипа, направленных вверх и назад, а также два коротких боковых шипика. Соотношение длины скапуса усиков к ширине головы (индекс скапуса, SI=SL/HW × 100) — 139. Соотношение ширины и длины головы (CI) у рабочих — 83. Ширина петиоля (PTW) — 1,22 мм, длина средней голени (MTL) — 2,5 мм. Таксон относится к подроду Myrma и группе видов Polyrhachis (Myrma) relucens species group. Вид был впервые описан в 2008 году австралийским мирмекологом Рудольфом Кохоутом (Rudolf J. Kohout; Queensland Museum, Брисбен, Австралия). Видовое название дано по признаку коротких шипиков петиоля.